# Pansau Na Isna

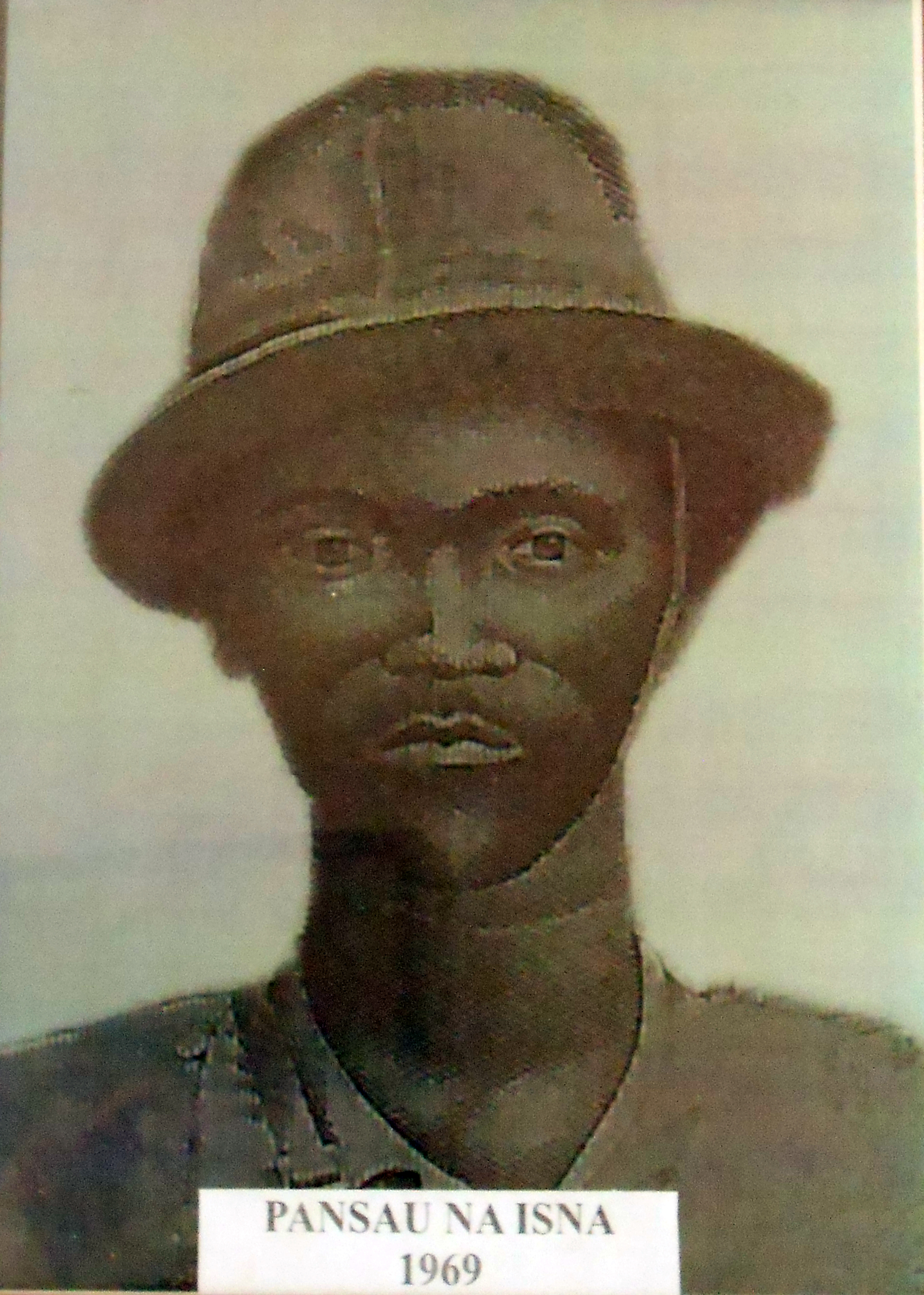
Bild Pansau Na Isnas im Befreiungsmuseum in Bissau

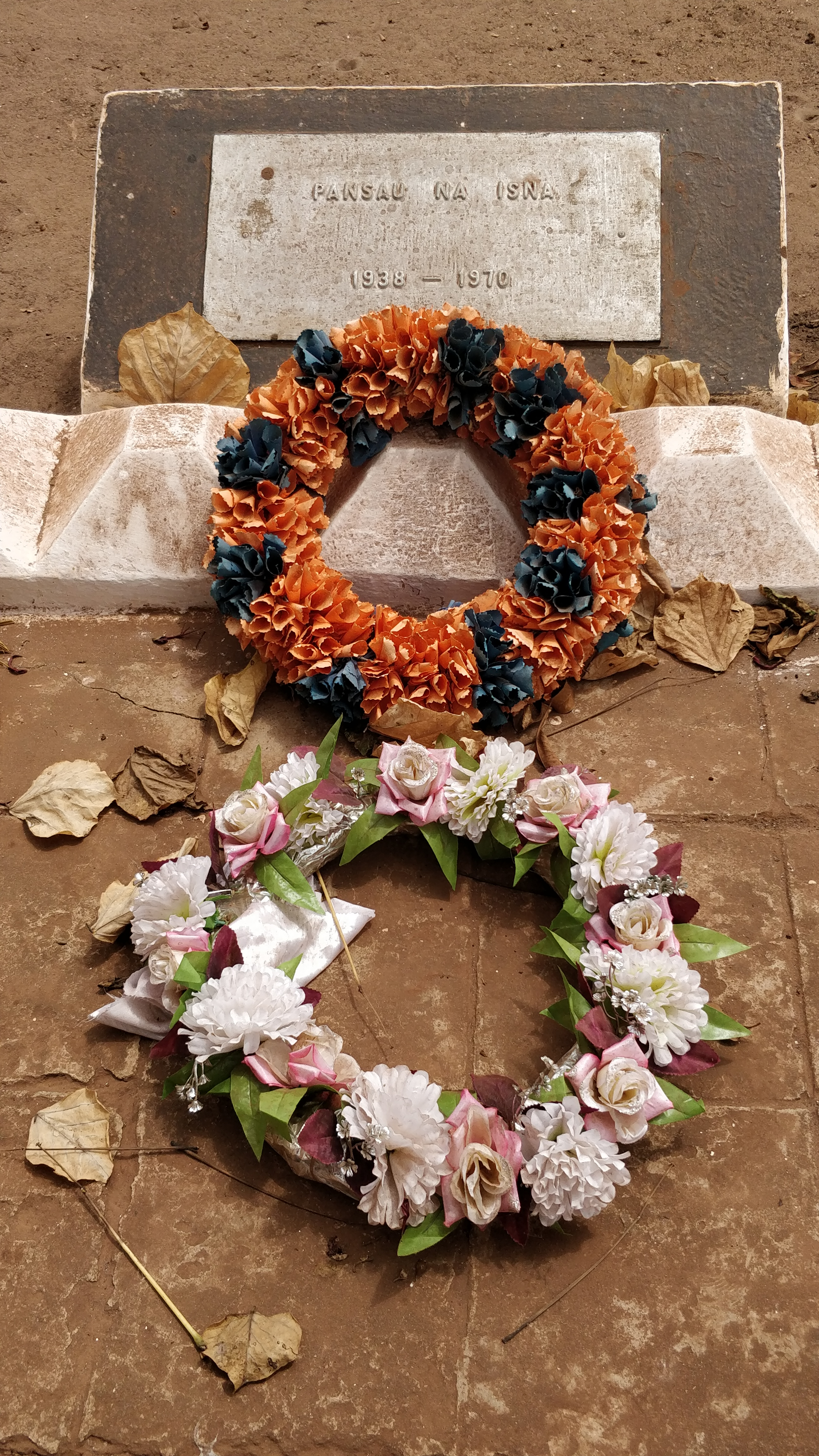
Grab für Pansau Na Isna am Denkmal für die Heldinnen und Helden in Bissau

Pansau Na Isna (* etwa 1938 auf der Insel N'Fanda, Region Tombali, Portugiesisch-Guinea; † 1969 oder 1970 bei Nhacra, Portugiesisch-Guinea) war ein guinea-bissauischer Widerstandskämpfer der PAIGC.

## Leben
Pansau Na Isna wurde etwa um 1938 auf der kleinen Insel N'Fanda im Süden Guinea-Bissaus, in der Region Tombali, als Sohn einer Balanta-Familie geboren. Über Isnas Leben und Werdegang ist relativ wenig bekannt, außer dass er sich schon in seiner Jugend der Widerstands- und Unabhängigkeitsbewegung PAIGC anschloss. Als Guerillero erlangte er besonders in der Batalha de Como (Schlacht um die Insel Como) im Jahr 1963 Bekanntheit, bei der eine Truppe von PAGIC-Kämpfenden einen portugiesischen Militärposten auf der strategisch wichtigen Insel Como im Süden Guinea-Bissau überraschte und die Insel einnahm. Die Portugiesen eroberten die Insel später bei der Operação Tridente wieder zurück.
1965 führte er die PAIGC-Truppen gegen die portugiesische Armee in Balana und Gandembel an, die Widerstandsbewegung übernahm damit die Kontrolle des gesamten Südens der portugiesischen Kolonie. 1969 versetzte die PAIGC Isna an die Nordfront, wo er ebenfalls PAIGC-Kämpfer anführte. 1969 (oder laut Grabplakette 1970) starb Pansau Na Isna bei einem Angriff der Portugiesen im Ort Nhacra, unweit der Hauptstadt Bissau.
Pansau Na Isna gehört zu den von der PAIGC benannten und glorifizierten Heldinnen und Helden. Im Hauptquartier der guinea-bissauischen Armee (Fort Amura) in der Hauptstadt Bissau befindet sich ein Denkmal für zehn guinea-bissauische Heldinnen und Helden, auch Pansau Na Isna wird dort namentlich gedacht.